# That's Life (album de Frank Sinatra)
That's Life est un album de Frank Sinatra sorti en novembre 1966. Il est accompagné par un orchestre de studio arrangé et dirigé par Ernie Freeman. L'album est porté par sa chanson éponyme, « That's Life », qui s'est classée dans le top 5 à une époque où le rock dominait les charts. Il contient des adaptations de chansons françaises signées Michel Legrand, Jacques Demy, Gilbert Bécaud, Pierre Delanoë et Maurice Vidalin. That's Life est sorti en CD en octobre 1986.

## Liste des pistes
1. « That's Life » ( Dean Kay, Kelly Gordon) – 3:07
2. « I Will Wait for You » ( Michel Legrand, Norman Gimbel, Jacques Demy ) – 2:16
3. « Somewhere My Love (Thème de Lara) » (Extrait du Docteur Jivago ) ( Paul Francis Webster, Maurice Jarre ) – 2:19
4. "Sand and Sea" ( Gilbert Bécaud, Maurice Vidalin, Mack David ) – 2:29
5. « What Now My Love» (Bécaud, Carl Sigman, Pierre Delanoë ) – 2:32
6. « Winchester Cathedral"r » ( Geoff Stephens ) – 2:38
7. « Give Her Love » (Jim Harbert) – 2:14
8. « Tell Her (You Love Her Each Day)» (Gil Ward, Charles Watkins) – 2:42
9. « The Impossible Dream (The Quest) » ( Joe Darion, Mitch Leigh ) – 2:34
10. « You're Gonna Hear from Me » ( André Previn, Dory Previn ) – 2:51

Notes
- Jacques Demy est également connu sous le nom de Jean Louis Demy
- Jim Harbert est également connu sous le nom de James Harbert
- Dean Kay est également connu sous le nom de Dean Kay Thompson
- L'orchestre de « Tell Her (...Each Day) » comprend 10 violons
- L'orchestre de « That's Life » comprend 12 violons
- L'orchestre des pistes 2 à 7 et 9+10 comprend 8 violons

## Personnel
Chanteurs
- Frank Sinatra – chant principal (tous les morceaux)
- Betty Allan – chœurs (8)
- Betty Jean Baker – chœurs (1, 8)
- Ella Halloran – chœurs (8)
- Jack Halloran – chœurs (8)
- Gwenn Johnson – chœurs (1)
- Bill Kanady – chœurs (8)
- Loulie Jean Norman – chœurs (8)
- Thurl Ravenscroft – chœurs (8)
- Paul Sandberg – chœurs (8)
- Jackie Ward – chœurs (1)

Orchestres dirigés par :
- Ernie Freeman – arrangeur (tous les morceaux), chef d'orchestre (1–7, 9–10),   piano (8)
- Gordon Jenkins – chef d'orchestre (8)
- Donnie Lanier – chef d'orchestre (1, 3, 5–8)